# タナカヒロカズ運動
タナカヒロカズ運動（タナカヒロカズうんどう）は、姓名の読みが「タナカ ヒロカズ」の人物を集める社会運動。
運動開始当初の名称は田中宏和運動（たなかひろかずうんどう）で漢字表記が「田中宏和」の人物のみを対象としていたが、2022年に現在の名称となり、同音異字の人物も含まれるように対象範囲が拡大された。

## 沿革
1994年度のプロ野球ドラフト会議において奈良県立桜井商業高等学校の田中宏和が近鉄バファローズから1位指名を受けた際に、当時電通に勤めていた同姓同名の田中宏和（通称は「ほぼ幹事の田中宏和」）がこれに感激して、以降、自分以外の同姓同名の田中宏和をネタにした年賀状を作成し発送するという活動をシリーズ化する。
2002年12月30日付のウェブサイト「ほぼ日刊イトイ新聞」（現・ほぼ日）で「ほぼ幹事の田中宏和」が年賀状の活動について紹介する機会を得る。すると、このページを見た渋谷のデザイン事務所経営者の田中宏和（通称は「渋谷の田中宏和」）から「ほぼ日刊イトイ新聞」宛てに感想のメールが届き、約1年後の2003年12月に「ほぼ幹事の田中宏和」が「渋谷の田中宏和」宛てに面会を申し出るメールを送ったことで初の同姓同名同士の対面が実現する。また、2004年6月には、朝日新聞の別冊版のbeでコーナーを持っていた荒俣宏からの推薦により、「ほぼ幹事の田中宏和」と「渋谷の田中宏和」、そしてアニメ『ポケットモンスター』の曲などで知られる作曲家の田中宏和（通称は「作曲の田中宏和」）の3人が集まって取材を受け、その様子が同年7月31日付の朝日新聞に掲載された。
2005年2月、「ほぼ日刊イトイ新聞」にメールを送っていたウェブサイト制作会社経営の田中宏和（通称は「WEBの田中宏和」）が合流。同年12月には、運動の公式ウェブサイト「田中宏和.com」（現・「タナカヒロカズ.com」）を開設。これ以降も継続的に同姓同名の「田中宏和」が加入する。
2009年には、「ほぼ幹事の田中宏和」の作詞、「作曲の田中宏和」の作曲、同姓同名の11人の「田中宏和」の歌唱によるテーマソング「田中宏和のうた」が制作される。その後、TBSテレビ『新知識階級 クマグス』に取り上げられたことで大きく知名度を上げ、2010年には同姓同名14人の共著『田中宏和さん』を出版した。
2011年、67人の「田中宏和」を集めてギネス世界記録を目指したが、アメリカの実業家マーサ・スチュワートがテレビ番組の企画で2005年に164人の「マーサ・スチュワート」を集めてすでに登録されていたため、実現はならなかった。
2014年、「同姓同名による新しいコミュニティーの創造」を目的とする「一般社団法人田中宏和の会」が設立され、「ほぼ幹事の田中宏和」が代表理事に就任する。
2017年、「漢字表記による同姓同名の人物」によるギネス記録を目指して再挑戦した。しかし、ギネス本部から漢字表記は国籍が限られるため認められないとの通知を受け、集まった人数も87人で「マーサ・スチュワート」の記録に及ばなかった。一方、この際にギネス側から読みが同じであれば同姓同名とカウントされると伝えられていたため、同音異字の「タナカヒロカズ」に範囲を広げて募集を行ったが、誰も名乗り出ない状況が続いた。
こうした中、2022年2月に、「ほぼ幹事の田中宏和」が取材で知り合ったライターから「わたしの旦那の友人がタナカヒロカズさんなんです。漢字は違うんですが…」と伝えられたことがきっかけとなり、コミュニティFM局「渋谷のラジオ」で田中宏和の会が制作するラジオ番組「渋谷の田中宏和」（現・「渋谷のタナカヒロカズ」）に「田中尋和」（読み同じ）がリモート出演、6月4日に176人目のメンバーとして加入した。
2022年8月、「田中宏和運動」から「タナカヒロカズ運動」へリニューアルすることが発表された。
2022年10月29日、渋谷に178人の「タナカヒロカズ」が集合し、ギネス世界記録認定を達成した。このニュースは、44か国24種類の言語で国際報道された。
2023年2月4日、セルビアで行われたイベントにおいて、同姓同名の256人の「ミリツァ・ヨバノビッチ」（Milica Jovanovic）が集結してギネス世界記録に認定され、「タナカヒロカズ」が保有していた世界記録は98日で破られた。この後、「ほぼ幹事の田中宏和」がセルビアのイベント主催者に祝福のメッセージを送ったことをきっかけに両者の交流が始まり、同年4月には、世界の同姓同名運動団体と交流し世界平和をめざすNGO「国際同姓同名連盟（International Same Name Association、ISNA）」が立ち上げられた。
2024年7月1日、運動の参加者の境遇を活用して様々な事業を行う「タナカヒロカズ株式会社」（公式サイト等の表記は「タナカヒロカズ・カンパニー」）を設立。
2025年6月23日、「タナカヒロカズ」が商標登録された。

## 備考
日本で最も同姓同名の多い名前は、1990年代後半の姓氏研究家による調査では「田中実」、1986年の明治生命による調査では「佐藤和子」であるとされる。また、この運動に先立つ同姓同名の集合としては、1951年に同姓同名の著名人の「伊藤武雄」5人が集まって撮影した写真が残されている。
活動のきっかけとなったプロ野球選手の田中宏和は、のちに「ピッチャーのタナカヒロカズ」として活動に参加している。

## ロゴ
初期のロゴマークは「田中宏和」の「和」の「口」部分の上に「S」が重なっている。Sは英語で複数形。
2018年、インダストリアルデザイナーの「渋谷の田中宏和」によりカタカナ表記の「タナカヒロカズ」のロゴが制作された。
2022年に「タナカヒロカズ運動」へのリニューアルが行われた際には、英語表記の「The same name association of Hirokazu Tanakas」のロゴが新たに制作された。

## テーマソング
- 「田中宏和のうた」
  - 作詞：田中宏和（"ほぼ幹事"）、作曲：田中宏和（"作曲の"）

## 書籍
- 田中宏和さん（発売日：2010年2月25日、出版社：リーダーズノート出版、著者：田中宏和14人[注 2]の共著、ISBN 978-490372218）
- 全員タナカヒロカズ（発売日：2025年7月15日、出版社：新潮社、著者：田中宏和（"ほぼ幹事"）、ISBN 978-4-10-356381-5）